# Грейт Вестерн
Грейт Вестерн (англ. SS Great Western) — первый корабль Great Western Steamship Company, построенный в 1838 году, и первый пароход, специально построенный для трансатлантических рейсов. Судно конструкции Изамбарда Кингдома Брюнеля стало образцом для всех будущих трансатлантических деревянных колёсных пароходов. «Great Western» работал на нью-йоркском направлении в течение восьми лет, до тех пор, пока его владельцы не вышли из бизнеса. Он был продан Royal Mail Steam Packet Company и был отправлен на слом в 1856 году после службы в качестве военного корабля во время Крымской войны.

## Предпосылки к созданию
Начало XIX века было временем больших технологических достижений. Промышленная революция дала миру универсальную паровую машину и человечество стремилось как можно быстрее воспользоваться этой новой технологией. Железные дороги протянулись через многие страны и путешествия на большие расстояния стали неожиданно лёгкими.
Одной из крупнейших железнодорожных компаний Великобритании была Great Western Railway Co. В 1837 году было принято решение расширить железнодорожное сообщение до Бристоля. Один из директоров компании сетовал, что дорога из Лондона в Бристоль будет слишком длинной. Главный инженер компании Изамбард Кингдом Брюнель возразил, что, по его мнению, она будет слишком короткой. И предложил продолжить линию через Северную Атлантику до Нью-Йорка с помощью новых больших пассажирских пароходов. В 1836 году Изамбард Брюнель, его друг Томас Гаппи и группа инвесторов из Бристоля организуют Great Western Steamship Company.

## Конструкция и строительство
Конструкция нового корабля вызвала споры. Критики утверждали, что он был слишком большим. Брюнель исходил из соображений, согласно которым грузоподъёмность корабля пропорциональна кубу его размера, в то время, как сопротивление воды увеличивается как квадрат размера. Это означает, что большие корабли будут более экономичными, что очень важно для океанского плавания.
Корабль строился на верфи Уильяма Паттерсона (Patterson & Mercer) в Бристоле. Как первый специально построенный трансатлантический пароход, он был больше всех ранее созданных. Корабль имел деревянный корпус, построенный из дуба традиционными методами, а в качестве движителя использовались гребные колёса, так как преимущество гребных винтов ещё не считалось очевидным. Кроме того он имел четыре мачты. Паруса играли не только роль дополнительной силовой установки, но и должны были держать судно на ровном киле в бурном море, чтобы гребные колёса постоянно оставались в воде.
19 июля 1837 года новый корабль был спущен на воду и наречён «Great Western». После этого он был отбуксирован в Лондон, где были установлены нижнебалансирные машины фирмы Maudslay, Sons & Field. Данный тип паровых машин характерен для ранних колёсных пароходов.

## Эксплуатация
Хотя «Great Western» и был первым пароходом, построенным специально для североатлантического маршрута, у него уже был соперник. Когда планы Great Western Steamship Co стали известны, ещё одна компания решила составить конкуренцию. Опираясь на помощь американского бизнесмена Юниуса Смитта, British & American Steam Navigation Co начала строительство собственного трансатлантического лайнера — «Royal Victoria». Однако строительство страдало от задержек, и скоро стало очевидно, что корабль не будет завершён в срок. Но они по-прежнему хотели побить конкурентов. Поэтому, вместо того, чтобы ждать завершения строительства «Royal Victoria», был зафрахтован пароход «Sirius». Это был 700-тонный колёсный пароход, обычно работавший на линии Лондон — Корк, но теперь на нём намеревались пересечь Атлантический океан.
Обе компании заканчивали последние приготовления, и гонка вот-вот должна была начаться. 29 марта 1838 года «Sirius» отправился из Лондона в Нью-Йорк. Он сделал остановку в Квинстауне, где взял на борт пассажиров, почту и уголь. Так как корабль не был предназначен для океанских путешествий, ему требовалось большое количество угля. Когда «Sirius» вышел из Квинстауна 4 апреля, всё свободное место было использовано для хранения угля, и даже на палубе были навалены две кучи. Когда «Sirius» вышел в открытое море, он сильно опережал «Great Western».
«Great Western» в это время всё ещё находился в Бристоле, заканчивая подготовку к предстоящему переходу. Только четыре дня спустя, 8 апреля, имея всего лишь семь пассажиров на борту, он покинул причал и отправился догонять «Sirius». Экипаж «Sirius» знал, что их соперник имел гораздо более мощные машины и, чтобы первыми достигнуть Нью-Йорка, необходимо было постоянно поддерживать пар. Посреди океана «Sirius» попал в шторм, его движение замедлилось, а потребление угля увеличилось. В результате уголь закончился раньше, чем цель путешествия была достигнута. Тем не менее экипаж стремился выиграть гонку. В топку были отправлены мебель, деревянная отделка и даже запасные мачты. Изрыгая искры и дым, «Sirius» вошёл в гавань Нью-Йорка 22 апреля 1838 года. Первое пересечение Атлантики полностью под паром было закончено.
А «Great Western» прибыл в Нью-Йорк всего лишь четыре часа спустя. «Sirius» достиг Нью-Йорка первым, но по времени пути — 14 дней 12 часов — «Great Western» был на четыре дня быстрее соперника. Средняя скорость при этом была равна 8,66 узла. Гонка за «Голубой лентой Атлантики» началась и будет продолжаться более столетия.
Но более важным был тот факт, что по прибытии в Нью-Йорк на борту «Great Western» оставалось ещё 200 тонн угля. Брюнель оказался прав, обеспечив достаточно места для хранения угля, — новые большие пароходы можно было использовать для регулярных трансатлантических рейсов. Размер «Great Western» позволил увеличить не только пространство для хранения угля, но и место для пассажиров. Способный перевозить 148 человек, корабль предлагал такие удобства и сервис, каких ещё не было ни на одном судне. Его главный салон был самым красивым, который видели на морях. Его стены украшали картины в стиле Ватто. Чтобы вызвать официанта, нужно было всего лишь потянуть верёвку колокольчика. Роскошь начала проникать на океанские маршруты.
После успешного первого рейса «Great Western» продолжил регулярное обслуживание североатлантического маршрута. В 1838—1840 годах он преодолевал путь до Нью-Йорка с среднем за 16 дней 0 часов, а в обратном направлении — за 13 дней 9 часов. Новый пароход British & American Steam Navigation Co «Royal Victoria», законченный в 1839 году, отобрал у «Great Western» звание самого большого судна. Но отобрать у него «Голубую ленту Атлантики» смогла только «Британия» компании Cunard Line в 1840 году. В 1842 году «Great Western» был переведен на линию Ливерпуль — Нью-Йорк. 
В 1846 году, после 64 переходов, «Great Western» был снят с маршрута для ремонта. В следующем году он был продан Royal Mail Steam Packet Co и без проблем служил своей новой компании девять лет, главным образом на Вест-Индском направлении. В 1855 году «Great Western» был реквизирован британским правительством для использования в военных целях. Вместе с «Грейт Бритн» и другими кораблями он использовался для переброски войск в Крымской войне. По возвращении судна в коммерческую эксплуатацию владельцы уже не проявляли интереса к «Great Western», и в конце 1856 года он был продан на слом.